# Vita László (közgazdász)
Vita László (Disznajó, 1931. február 9. – Kolozsvár, 2013. január 23.)  erdélyi magyar közgazdász, egyetemi docens.

## Élete
Középiskoláit a marosvásárhelyi Református Kollégiumban (1942–1950), egyetemi tanulmányait a kolozsvári Bolyai Tudományegyetem Közgazdasági Karán (1950–1954) végezte. 1977-ben megvédett doktori disszertációjának témája a helyiipar hatékonysága Romániában.
1954–1958 között tanársegéd a kolozsvári Műszaki Főiskolán, 1958–1961 között a Bolyai Tudományegyetemen, majd a Babeș–Bolyai Tudományegyetemen. 1961-től adjunktus (akkori elnevezéssel: lektor) a Pedagógiai Főiskolán, 1963-tól a Pedagógus Továbbképző Intézetben, 
1971-től pedig újra a Babeş–Bolyai Tudományegyetemen, 1990-től nyugdíjazásáig (1996) ugyanott egyetemi docens. A Román Rádió és Román Televízió magyar adásainak (1979–1984), valamint a Tanügyi és Pedagógiai Kiadónak (1976–1993) külső munkatársa; a Romániai Magyar Közgazdász Társaság és a kolozsvári székhelyű Bolyai Társaság alapító tagja.

## Munkássága
Első közgazdasági szaktanulmánya 1956-ban a nagyváradi Fáklyában jelent meg. A kis- és középvállalatok szerepéről, valamint a közgazdasági oktatásról közölt cikkeket, tanulmányokat a Korunk, A Hét, Utunk, Új Élet, Tanügyi Újság, Előre, Fáklya, Igazság, Vörös Zászló, Crişana című lapokban. Szaktanulmányai jelentek meg a kolozsvári Culegere de studii şi cercetări economice több kötetében, A szocialista demokráciáról című gyűjteményben (Bukarest 1987). Önállóan vagy társszerzőként több közgazdaságtani egyetemi jegyzetet állított össze. 1976–1993 között társfordítója volt számos középiskolai közgazdasági tankönyvnek.

### Könyvei
- Politikai gazdaságtan. I–II. (Bukarest 1978);
- Gazdasági-társadalmi hatékonyság a szocializmusban (Dacia Kiadó, Kolozsvár 1981, Antenna-sorozat);
- A munkásönigazgatás össztársadalmi felelőssége (Bukarest 1987).